# Lisszabon villamosvonal-hálózata
Lisszabon villamosvonal-hálózata (portugál nyelven: Rede de eléctricos de Lisboa) 900 mm-es nyomtávolságú villamosvonal-hálózat Portugália fővárosában, Lisszabonban. A város első járata 1873. november 17-én indult lóvasútként, majd az első igazi villamos 27 évvel később, 1901. augusztus 30-án. Ezután néhány éven belül az összes vonalat villamosították. Jelenleg a hálózat hat vonalból áll, melyen egyaránt közlekednek modern szerelvények és régi nosztalgiajáratok is.
A város különleges és régies villamosüzeme rengeteg turistát vonz a világ minden tájáról.
A hálózat történelme csúcspontján 24 vonalból állt, majd az autóbuszok megjelenésével, továbbá a Lisszaboni metró kiépülésével fokozatosan zsugorodni kezdett, míg el nem nyerte mai, hat vonalból álló  formáját.

## Útvonalak
- 12E  – Martim Moniz – Praça Luís de Camões(wd) (körjárat)
- 15E  – Praça da Figueira(wd) – Algés
- 18E  – Cais Sodré – Cemitério Ajuda
- 24E  – Praça Luís de Camões(wd) – Campolide
- 25E  – Praça da Figueira(wd) – Campo Ourique (Prazeres)
- 28E  – Martim Moniz – Campo Ourique (Prazeres)

## Képgaléria

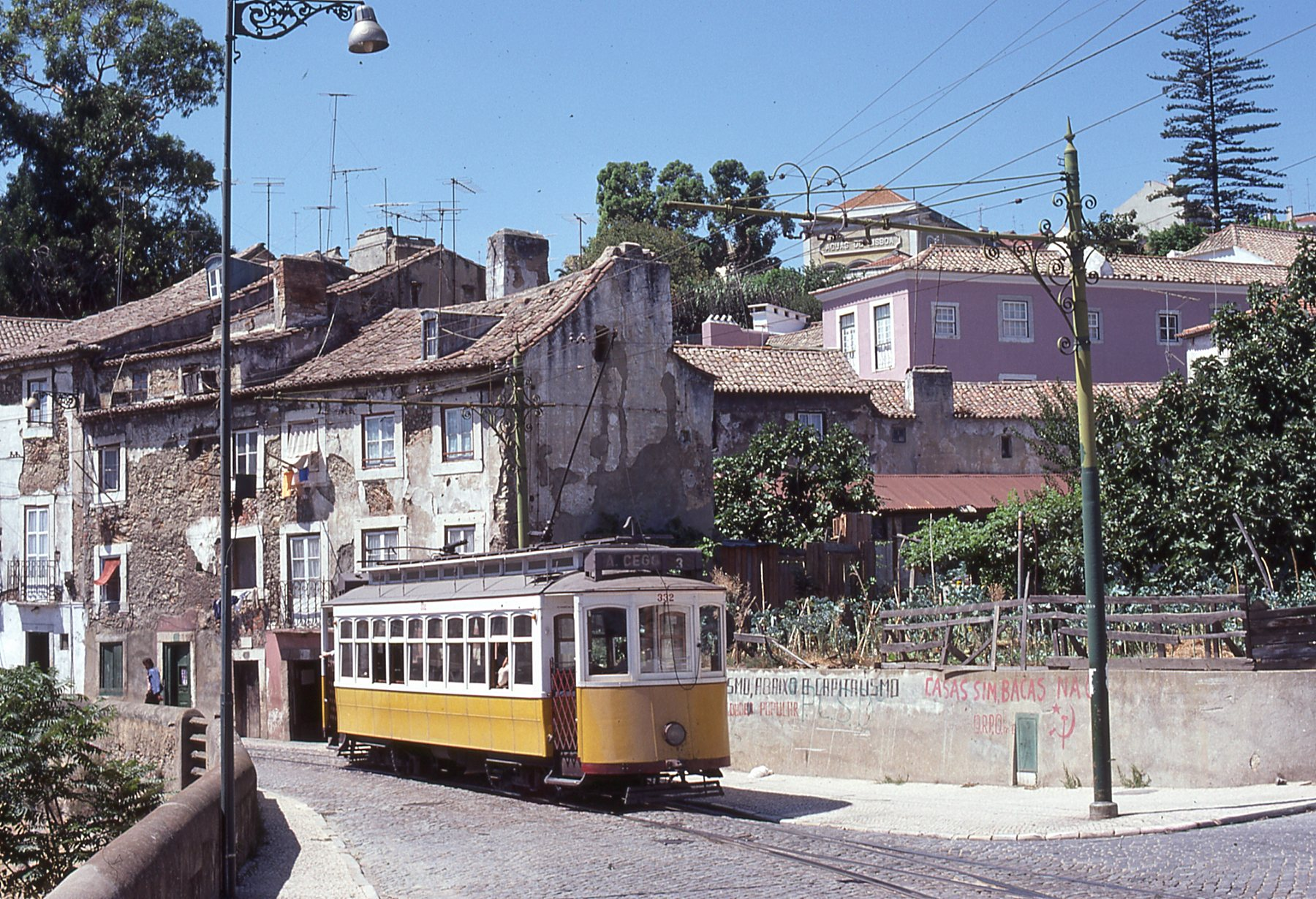
Villamos 1977-ben
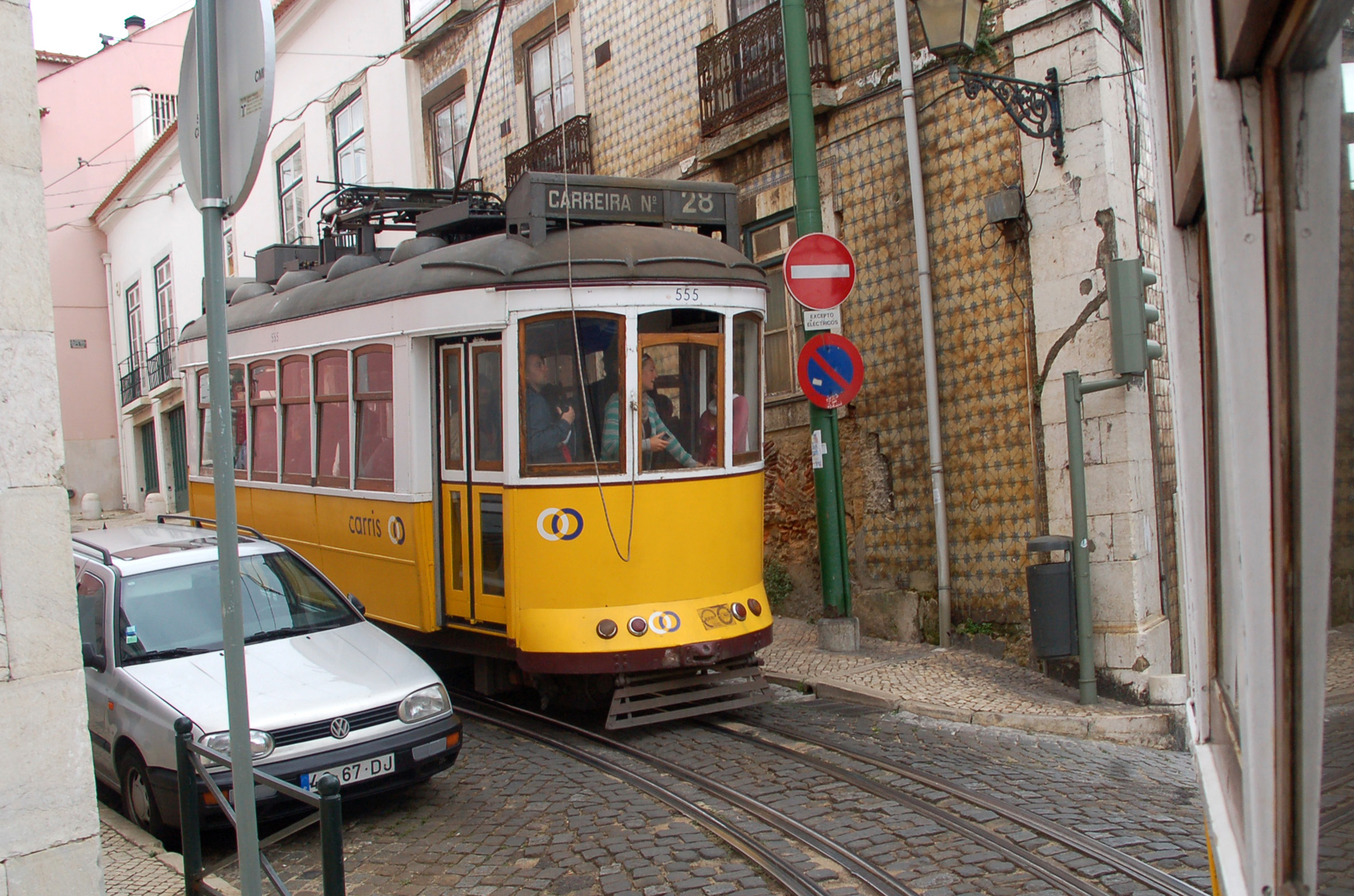
Villamos Lisszabon szűk utcájában
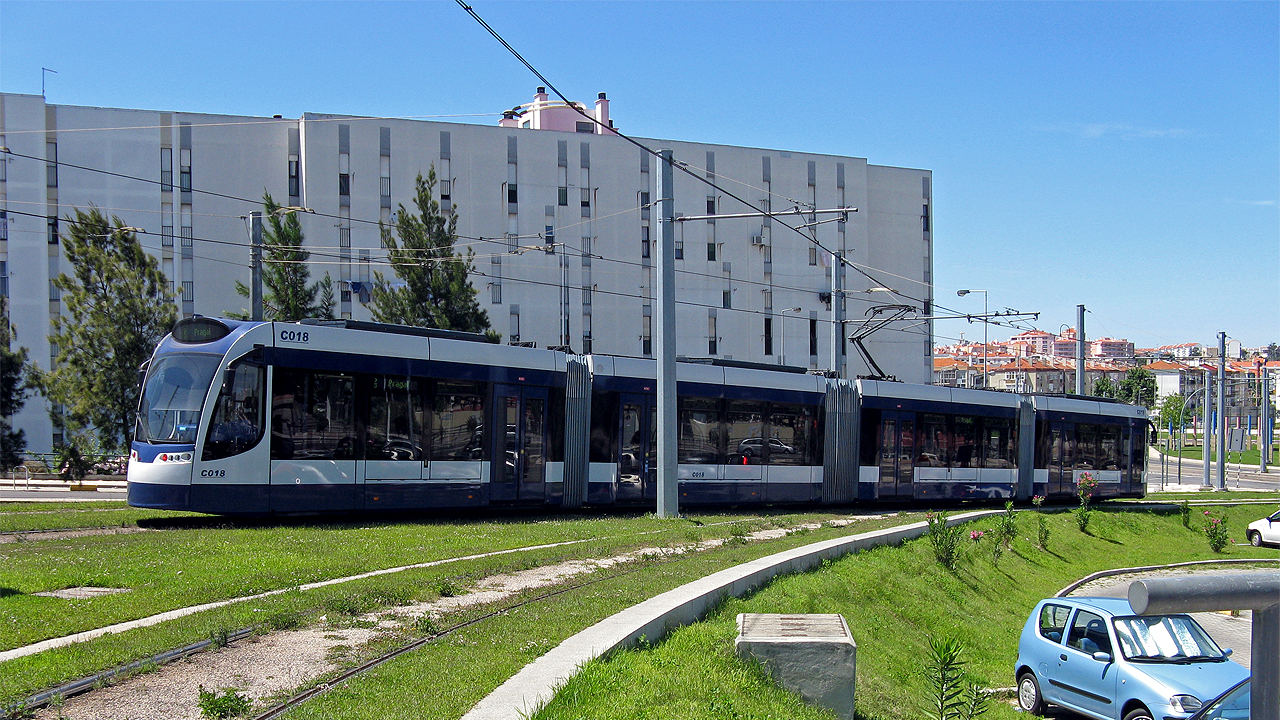
Modern villamos 2009-ből
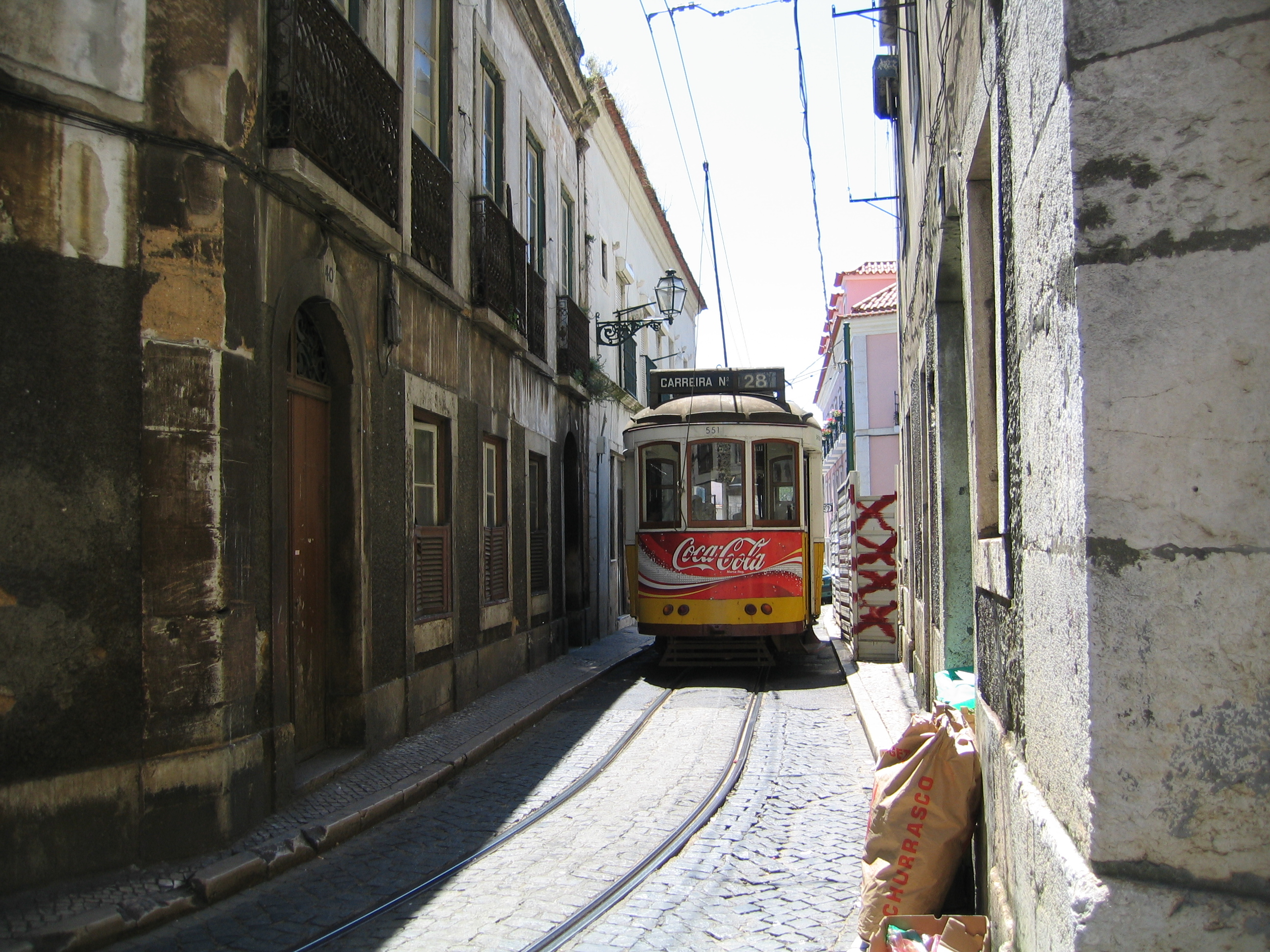
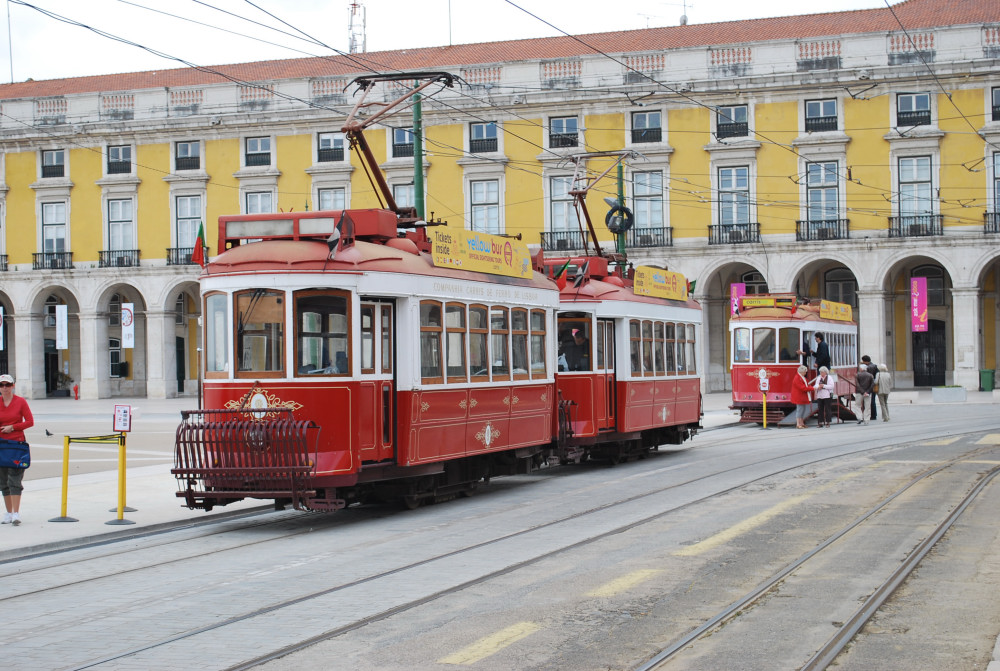
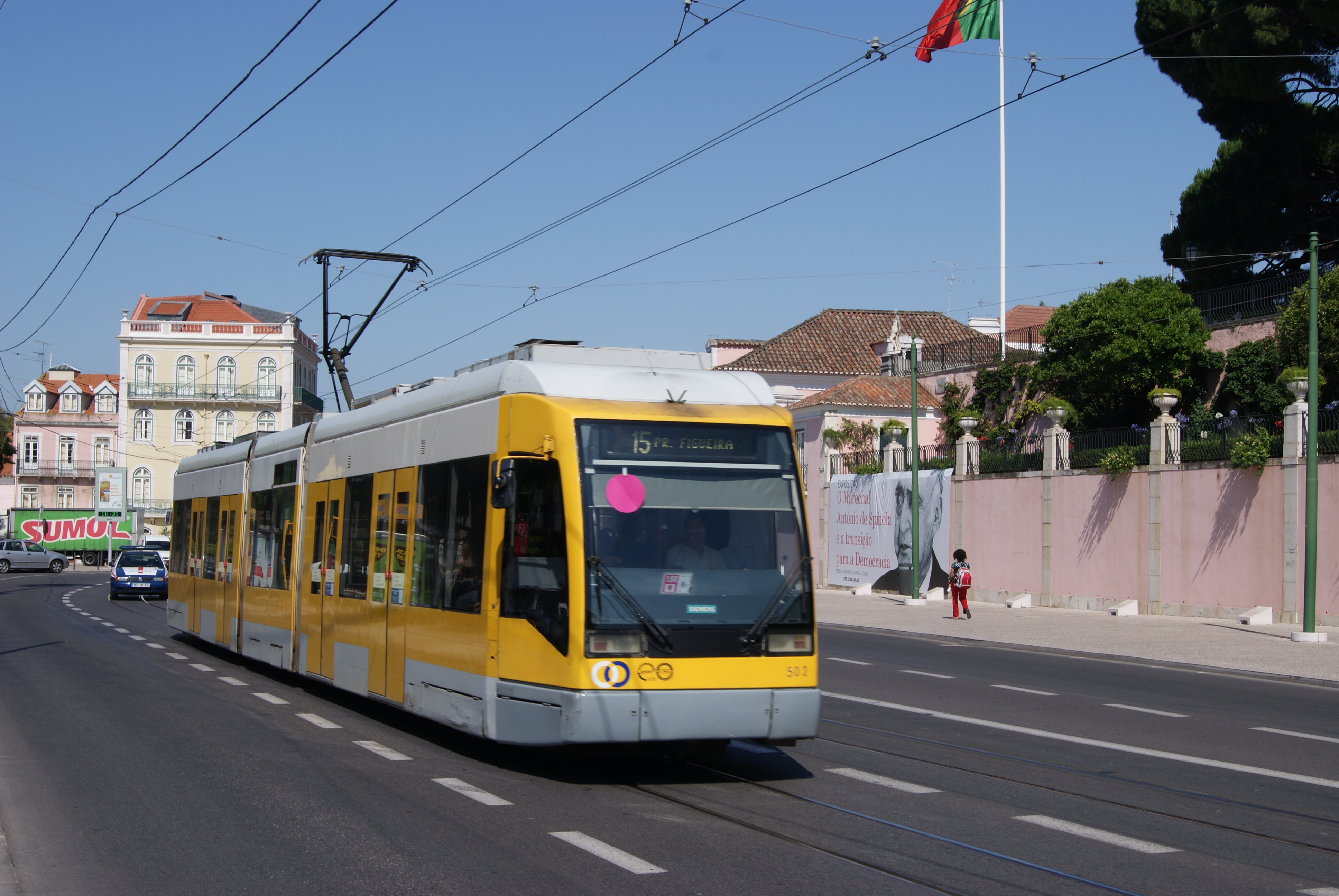